# أم الأعماد
 أم الأعماد هي إحدى القرى اللبنانية من قرى جبل عامل في محافظة الجنوب.